# Клапка, Дьёрдь
Дьёрдь Кла́пка (венг. Klapka György; 7 апреля 1820, Темешвар — 17 мая 1892, Будапешт) — венгерский военачальник, участник Венгерской революции 1848 года.

## Биография
Дьёрдь Клапка родился в трансильванском городе Темешвар (ныне Тимишоара, Румыния). В 1838 году вступил в австрийскую армию, где дослужился до офицерского чина.

### Участие в революции
В 1848 году присоединился к венгерским революционным войскам, где быстро возвысился до одного из руководителей революционной армии. После начала военных действий против императорской армии в конце 1848 года он заменил в качестве главнокомандующего северной армией Лазаря Месароша. Под руководством Клапки находилась армия численностью около 18 000 человек, которая действовала на севере, на территории современной Словакии.
В феврале — апреле 1849 года Клапка одержал ряд побед над австрийцами (сражения под Капольной, Надьшалло и др.) В июне принимал участие в сражениях против австрийцев и русских около крепости Коморн (совр. венгерский Комаром и словацкий Комарно). В июле, когда основная армия венгров под руководством Артура Гёргея ушла из Коморна, Клапка возглавил гарнизон крепости. Осада Коморна австрийцами длилась до 23 сентября и была безуспешной. Лишь получив известие о капитуляции всех венгерских сил Клапка сдал крепость на весьма почётных условиях.

### Эмиграция
После поражения восстания генерал Клапка эмигрировал в Великобританию, а затем в Швейцарию. Наряду с Лайошем Кошутом был одной из главных фигур венгерской эмиграции.
В 1864 году Клапка был приглашён Отто Бисмарком в Пруссию для формирования венгерского легиона в составе прусской армии из числа эмигрантов и пленных. По замыслу Бисмарка после начала войны между Пруссией и Австрией венгерский легион Клапки должен был поднять восстание в Венгрии. Трёхтысячный легион Клапки успел, однако, только перейти границу. Разгром австрийцев в битве при Садовой привёл к быстрому подписанию мира, и корпус Клапки вернулся в Пруссию.

### Возвращение на родину
После подписания Австро-венгерского соглашения 1867 года и преобразования Австрийской империи в двуединую дуалистическую монархию Клапка вместе с рядом других венгерских эмигрантов получил амнистию и разрешение вернуться на родину. Сразу после возвращения он был избран депутатом венгерского парламента. Занимался реорганизацией венгерских промышленных предприятий. В 1877 году принимал участие в реорганизации турецкой армии.
Генерал Клапка умер 17 мая 1892 года в Будапеште. Автор мемуаров, изданных в Лейпциге в 1850 году, и ряда других книг.
В честь Дьёрдя Клапки получил своё второе имя английский писатель Джером Клапка Джером. Во время пребывания Клапки в эмиграции в Великобритании отец писателя был его другом.